# 1976 w filmie
Wydarzenia filmowe w 1976 roku.

## Premiery

### Filmy polskie
| Data            | Tytuł filmu                           | Kraj   | Reżyseria | Obsada |
| --------------- | ------------------------------------- | ------ | --- | --- |
| 23 stycznia     | Rodzina                               | Polska | Krzysztof Wojciechowski                                                                                          | Stanisław Królik, Magdalena Królik, Kazimiera Królik, Elżbieta Królik, Krystyna Królik |
| 26 stycznia     | Jarosław Dąbrowski                    | /      | Bohdan Poręba | Zygmunt Malanowicz, Małgorzata Potocka, Aleksandr Kalagin, Wiktor Awdiuszko, Władimir Iwaszow |
| 2 lutego        | Skazany                               | Polska | Andrzej Trzos- Rastawiecki                                                                                       | Wojciech Pszoniak, Zdzisław Kozień, Zygmunt Hübner, Piotr Pawłowski |
| 10 lutego       | Mniejszy szuka Dużego                 | Polska | Konrad Nałęcki                                                                                                   | Robert Schmidt, Magda Nałęcka, Tadeusz Drewnowski, Grzegorz Przybylski |
| 20 lutego       | Dulscy                                | Polska | Jan Rybkowski | Alina Janowska, Barbara Wrzesińska, Kazimierz Witkiewicz, Jerzy Matałowski Irena Karel, Maria Kowalik, Anna Sobik, Renata Trońska                                                                                                  |
| 9 marca         | Kazimierz Wielki                      | Polska | Ewa Petelska Czesław Petelski                                                                                    | Krzysztof Chamiec, Zofia Saretok, Władysław Hańcza, Wiesław Gołas, Ignacy Machowski |
| 19 marca        | Hazardziści                           | Polska | Mieczysław Waśkowski                                                                                             | Franciszek Trzeciak, Zygmunt Malanowicz, Henryk Bąk, Andrzej Gazdeczka, Lech Grzmociński |
| 27 marca        | Obrazki z życia                       | Polska | Jerzy Domaradzki Feliks Falk Agnieszka Holland Andrzej Kotkowski Jerzy Obłamski Krzysztof Gradowski Barbara Sass | Bogdan Baer, Jerzy Kamas, Zbigniew Zapasiewicz, Joanna Sienkiewicz, Grażyna Klepka Marek Bargiełowski, Danuta Rinn, Wojciech Pszoniak, Jolanta Bohdal, Jolanta Lothe Henryk Bąk, Bożena Dykiel, Jan Himilsbach, Adam Hanuszkiewicz |
| 29 marca        | Mazepa                                | Polska | Gustaw Holoubek                                                                                                  | Zbigniew Zapasiewicz, Jerzy Bończak, Mieczysław Voit, Magdalena Zawadzka, Krzysztof Kolberger |
| 5 kwietnia      | Partita na instrument drewniany       | Polska | Janusz Zaorski                                                                                                   | Jerzy Turek, Piotr Fronczewski, Janusz Paluszkiewicz, Zdzisław Szymański |
| 28 kwietnia     | W środku lata                         | Polska | Feliks Falk | Teresa Budzisz-Krzyżanowska, Andrzej Chrzanowski, Jerzy Trela, Marek Walczewski |
| 14 maja         | Zawiłości uczuć                       | Polska | Leon Jeannot | Ewa Lejczak, Jerzy Braszka, Tadeusz Kondrat, Zofia Kopacz |
| 24 maja         | Con amore                             | Polska | Jan Batory | Małgorzata Snopkiewicz, Joanna Szczepkowska, Mirosław Konarowski, Wojciech Wysocki |
| 7 czerwca       | Krótkie życie                         | /      | Zbigniew Kuźmiński                                                                                               | Grzegorz Warchoł, Eugeniusz Kamiński, Elżbieta Czaplińska, Vit Olmer, Jerzy Aleksander Braszka |
| 25 czerwca      | Wielki układ                          | Polska | Andrzej J. Piotrowski                                                                                            | Leonard Pietraszak, Małgorzata Braunek, Joanna Jędryka, Zygmunt Malanowicz, Janusz Zakrzeński |
| 16 sierpnia     | Ognie są jeszcze żywe                 | /      | Nobito Abe | Jiro Kawarasaki, Bożena Dykiel, Yukiko Takabayashi, Lucyna Winnicka, Ryohei Uchida |
| 6 września      | Smuga cienia                          | /      | Andrzej Wajda | Marek Kondrat, Graham Lines, Tom Wilkinson, Berhard Archard, John Bennett |
| 10 września     | Motylem jestem, czyli romans 40-latka | Polska | Jerzy Gruza | Andrzej Kopiczyński, Irena Jarocka, Irena Kwiatkowska, Anna Seniuk |
| 24 września     | Mgła                                  | Polska | Sylwester Szyszko                                                                                                | Marian Laszewski, Edward Bryła, Joanna Szczepkowska, Jan Tesarz, Marek Frąckowiak |
| 11 października | Ocalić miasto                         | Polska | Jan Łomnicki | Teresa Budzisz-Krzyżanowska, Jan Krzyżanowski, Jacek Miśkiewicz, Aleksandr Bielawski |
| 18 października | Brunet wieczorową porą                | Polska | Stanisław Bareja                                                                                                 | Krzysztof Kowalewski, Wojciech Pokora, Janina Traczykówna, Wiesław Gołas |
| 29 października | Zagrożenie                            | Polska | Wacław Florkowski                                                                                                | Halina Winiarska, Jerzy Przybylski, Teresa Szmigielówna, Tadeusz Białoszczyński |
| 15 listopada    | Olśnienie                             | Polska | Jan Budkiewicz                                                                                                   | Janusz Rafał Nowicki, Anna Nehrebecka, Józef Korzeniowski, Kazimierz Borowiec |
| 22 listopada    | Przepraszam, czy tu biją?             | Polska | Marek Piwowski                                                                                                   | Jerzy Kulej, Jan Szczepański, Zdzisław Rychter, Ryszard Faron, Alfred Freudenheim |
| 28 listopada    | Zofia                                 | Polska | Ryszard Czekała                                                                                                  | Ryszarda Hanin, Zdzisław Mrożewski, Alicja Jachiewicz, Stefan Szmidt, Halina Buyno-Łoza |
| 29 listopada    | Trędowata                             | Polska | Jerzy Hoffman | Elżbieta Starostecka, Leszek Teleszyński, Jadwiga Barańska, Czesław Wołłejko |
| 6 grudnia       | Blizna                                | Polska | Krzysztof Kieślowski                                                                                             | Franciszek Pieczka, Mariusz Dmochowski, Jerzy Stuhr, Jan Skotnicki, Stanisław Igar |
| 21 grudnia      | Inna                                  | Polska | Anna Sokołowska                                                                                                  | Barbara Bartyńska, Iwona Niżyńska, Katarzyna Pawlak, Michał Pietrzak, Marek Szymański, Irena Jun |

### Światowe
| Data           | Tytuł filmu                                            | Kraj              | Reżyseria         | Obsada                                                                                       |
| -------------- | ------------------------------------------------------ | ----------------- | ----------------- | -------------------------------------------------------------------------------------------- |
| ?              | Dziewictwo (Come una rosa al naso)                     | /                 | Franco Rossi      | Ornella Muti, Lou Castel, Adolfo Celi, Tony Osoba, Michael Da Costa                          |
| 8 lutego       | Taksówkarz (The Taxi Driver)                           | Stany Zjednoczone | Martin Scorsese   | Jodie Foster, Robert De Niro, Albert Brooks, Harvey Keitel, Leonard Harris                   |
| 4 kwietnia     | Wszyscy ludzie prezydenta (All the President’s Men)    | Stany Zjednoczone | Alan J. Pakula    | Robert Redford, Dustin Hoffman, Jack Warden, Martin Balsam, Jason Robards                    |
| 21 kwietnia    | Ostatnia kobieta (La dernière femme)                   | /                 | Marco Ferreri     | Ornella Muti, Gérard Depardieu, Renato Salvatori, Michel Piccoli, Zouzou                     |
| 16 maja        | To jest rozrywka! II                                   | Stany Zjednoczone | Gene Kelly        | m.in. Fred Astaire, Gene Kelly, Bing Crosby, Louis Armstrong, Debbie Reynolds, Frank Sinatra |
| 30 czerwca     | Wyjęty spod prawa Josey Wales (The Outlaw Josey Wales) | Stany Zjednoczone | Clint Eastwood    | Clint Eastwood, Chief Dan George, Sondra Locke, Bill McKinney, John Vernon                   |
| 6 października | Maratończyk (Marathon Man)                             | Stany Zjednoczone | John Schlesinger  | Dustin Hoffman, Laurence Olivier, Roy Scheider, William Devane, Marthe Keller                |
| 3 listopada    | Carrie                                                 | Stany Zjednoczone | Brian De Palma    | Sissy Spacek, Piper Laurie, Amy Irving, William Katt, Betty Buckley                          |
| 21 listopada   | Rocky                                                  | Stany Zjednoczone | John G. Avildsen  | Sylvester Stallone, Talia Shire, Burt Young, Carl Weathers, Burgess Meredith                 |
| 27 listopada   | Sieć (Network)                                         | Stany Zjednoczone | Sidney Lumet      | Faye Dunaway, Peter Finch, William Holden, Robert Duvall, Ned Beatty                         |
| 7 grudnia      | Casanova                                               | /                 | Federico Fellini  | Donald Sutherland, Tina Aumont, Cicely Browne, Carmen Scarpitta, Clara Algranti              |
| 17 grudnia     | King Kong                                              | Stany Zjednoczone | John Guillermin   | Jeff Bridges, Charles Grodin, Jessica Lange, John Randolph, René Auberjonois                 |
| 17 grudnia     | Narodziny gwiazdy (A Star Is Born)                     | Stany Zjednoczone | Frank Pierson     | Barbra Streisand, Kris Kristofferson, Gary Busey, Oliver Clark, Marta Heflin                 |
| 21 grudnia     | Ktoś tu kręci (Nickelodeon)                            | Stany Zjednoczone | Peter Bogdanovich | Ryan O’Neal, Burt Reynolds, Tatum O’Neal, Brian Keith, Stella Stevens                        |
| 22 grudnia     | Strażnik prawa (The Enforcer)                          | Stany Zjednoczone | James Fargo       | Clint Eastwood, Tyne Daly, Harry Guardino, Bradford Dillman, John Mitchum                    |

## Nagrody filmowe

### Złote Globy
33. ceremonia wręczenia Złotych Globów odbyła się 24 stycznia 1976 roku.
- Pełna lista nagrodzonych

| Najlepszy film dramatycznyLot nad kukułczym gniazdem (One Flew Over the Cuckoo's Nest) Najlepszy reżyserMiloš Forman za film Lot nad kukułczym gniazdem (One Flew Over the Cuckoo's Nest) | Najlepsza aktorka w filmie dramatycznymLouise Fletcher za rolę w filmie Lot nad kukułczym gniazdem (One Flew Over the Cuckoo's Nest) Najlepszy aktor w filmie dramatycznymJack Nicholson za rolę w filmie Lot nad kukułczym gniazdem (One Flew Over the Cuckoo's Nest) |

### BAFTA
29. ceremonia wręczenia nagród Brytyjskiej Akademii Sztuk Filmowych i Telewizyjnych.
- Pełna lista nagrodzonych

| Najlepszy filmAlicja już tu nie mieszka (Alice Doesn't Live Here Anymore) Najlepszy reżyserStanley Kubrick za film Barry Lyndon | Najlepsza aktorkaEllen Burstyn za rolę w filmie Alicja już tu nie mieszka (Alice Doesn't Live Here Anymore) Najlepszy aktorAl Pacino za role w filmach Pieskie popołudnie (Dog Day Afternoon) i Ojciec chrzestny II (The Godfather Part II) |

### Oscary
48. ceremonia wręczenia Oscarów odbyła się 29 marca 1976 roku.
- Pełna lista nagrodzonych

| Najlepszy filmLot nad kukułczym gniazdem (One Flew Over the Cuckoo's Nest) Najlepszy reżyserMiloš Forman za film Lot nad kukułczym gniazdem (One Flew Over the Cuckoo's Nest) | Najlepsza aktorkaLouise Fletcher za rolę w filmie Lot nad kukułczym gniazdem (One Flew Over the Cuckoo's Nest) Najlepszy aktorJack Nicholson za rolę w filmie Lot nad kukułczym gniazdem (One Flew Over the Cuckoo's Nest) |

### Cezary
1. ceremonia wręczenia Francuskich Nagród Filmowych odbyła się 3 kwietnia 1976 roku.
- Pełna lista nagrodzonych

| Najlepszy filmStara strzelba (Le vieux fusil) Najlepszy reżyserBertrand Tavernier za film Niech się zacznie zabawa (Que la fête commence...) | Najlepsza aktorkaRomy Schneider za rolę w filmie Najważniejsze to kochać (L'important c'est d'aimer) Najlepszy aktorPhilippe Noiret za rolę w filmie Stara strzelba (Le vieux fusil) |

### Złota Palma
29. Festiwal Filmowy w Cannes odbył się w dniach 13–28 maja 1976 roku.
- Pełna lista nagrodzonych

| Najlepszy filmMartin Scorsese za film Taksówkarz (Taxi Driver) |

### Złoty Niedźwiedź
26. Międzynarodowy Festiwal Filmowy w Berlinie odbył się w dniach 25 czerwca-6 lipca 1976 roku.
- Pełna lista nagrodzonych

| Złoty NiedźwiedźRobert Altman za film Buffalo Bill i Indianie (Buffalo Bill and the Indians, or Sitting Bull’s History Lesson) |

### Festiwal Polskich Filmów Fabularnych
III. Festiwal Polskich Filmów Fabularnych odbył się 4–11 września 1976 roku.
- Pełna lista nagrodzonych

| Najlepszy filmnie przyznano Najlepszy reżysernie przyznano | Najlepsza aktorkanie przyznano Najlepszy aktorAleksandr Kalagin za rolę w filmie Jarosław Dąbrowski Andrzej Kopiczyński za rolę w filmie Motylem jestem, czyli romans 40-latka Zdzisław Kozień za rolę w filmie Skazany Franciszek Pieczka za rolę w filmie Blizna Franciszek Trzeciak za rolę w filmie Hazardziści |

## Urodzili się
- 1 stycznia – Andrzej Andrzejewski, polski aktor
- 11 lutego – Brice Beckham, amerykański aktor
- 28 lutego – Ali Larter, amerykańska aktorka
- 22 marca – Reese Witherspoon, amerykańska aktorka
- 23 marca – Keri Russell, amerykańska aktorka
- 6 kwietnia – Candace Cameron, amerykańska aktorka
- 15 kwietnia – Susan Ward, amerykańska aktorka
- 16 kwietnia – Shu Qi, chińska aktorka
- 18 kwietnia – Rodrigo de la Serna, argentyński aktor
- 26 czerwca – Paweł Małaszyński, polski aktor
- 18 lipca:
  - Wojciech Medyński, polski aktor
  - Elsa Pataky, hiszpańska aktorka pochodzenia węgierskiego
- 6 sierpnia – Melissa George, australijska aktorka
- 9 sierpnia – Audrey Tautou, francuska aktorka
- 20 września – Agata Buzek, polska aktorka
- 3 października – Seann William Scott, amerykański aktor
- 4 października – Alicia Silverstone, amerykańska aktorka
- 15 listopada – Virginie Ledoyen, francuska aktorka
- 29 listopada – Anna Faris, amerykańska aktorka
- 21 grudnia – Aris Servetalis, grecki aktor

## Zmarli
- 17 stycznia – Adam Pawlikowski, polski aktor (ur. 1925)
- 2 lutego – Kazimierz Rudzki, polski aktor (ur. 1911)
- 11 lutego – Lee J. Cobb, amerykański aktor (ur. 1911)
- 11 lutego – Alice Allyn, kanadyjska aktorka (ur. 1929)
- 11 lutego – Charlie Naughton, szkocki aktor (ur. 1886)
- 17 marca – Luchino Visconti, włoski reżyser (ur. 1906)
- 10 maja – Tadeusz Schmidt, polski aktor (ur. 1920)
- 9 czerwca – Sybil Thorndike, angielska aktorka (ur. 1882)
- 14 października – Edith Evans, angielska aktorka (ur. 1888)
- 15 listopada – Jean Gabin, francuski aktor (ur. 1904)
- 28 listopada – Rosalind Russell, amerykańska aktorka (ur. 1907)